# Ustanciosporium neomontagnei
Ustanciosporium neomontagnei är en svampart som beskrevs av M. Piepenbr. & Begerow 2000. Ustanciosporium neomontagnei ingår i släktet Ustanciosporium och familjen Anthracoideaceae.   Inga underarter finns listade i Catalogue of Life.